# Marquess of Bristol

Wappen des Marquess of Bristol

Marquess of Bristol ist ein erblicher britischer Adelstitel in der Peerage of the United Kingdom.
Stammsitz der Familie war bis 1998 Ickworth House bei Bury St. Edmunds in Suffolk.

## Verleihung
Der Titel wurde am 30. Juni 1826 für Frederick William Hervey, 5. Earl of Bristol, geschaffen. Dieser war unter anderem Staatssekretär im Foreign Office gewesen.

## Nachgeordnete Titel
John Hervey, ein Vorfahr des ersten Marquess, war längere Zeit Abgeordneter im House of Commons gewesen. Am 23. März 1703 wurde er zum Baron Hervey, of Ickworth in the County of Suffolk, und am 19. Oktober 1714 zum Earl of Bristol erhoben. Der erstgenannte Titel gehört zur Peerage of England, der zweite zur Peerage of Great Britain.
Gleichzeitig mit dem Marquessat wurde die Würde eines Earl Jermyn, of Horningsheath in the County of Suffolk, verliehen, die wie das Marquessat zur Peerage of the United Kingdom gehört.
Sämtliche Titel werden heute vom jeweiligen Marquess als nachgeordnete Titel geführt. Der älteste Sohn des jeweiligen Marquess führt den Höflichkeitstitel Earl Jermyn, dessen ältester Sohn den Höflichkeitstitel Lord Hervey.

## Weiterer Titel
Der vierte Earl of Bristol erbte 1799 den zuvor ruhenden Titel Baron Howard de Walden. Als er vier Jahre später verstarb, fiel dieser Titel, eine alte Barony by writ der Peerage of England, an den einzigen Sohn seiner vorverstorbenen Enkelin, da er auch in weiblicher Linie vererbt werden kann, falls keine männlichen Abkömmlinge vorhanden sind. Die anderen Titel fielen demgegenüber an den nächsten männlichen Verwandten.

## Liste der Marquesses und Earls of Bristol sowie Barone Hervey

### Barone Hervey (1703)
- John Hervey, 1. Baron Hervey (1665–1751) (1714 zum Earl of Bristol erhoben)
- John Hervey, 2. Baron Hervey (1696–1743) (1733 durch Writ of Acceleration zum Baron Hervey erhoben)

### Earls of Bristol (1714)
- John Hervey, 1. Earl of Bristol (1665–1751)
- George William Hervey, 2. Earl of Bristol (1721–1775)
- Augustus John Hervey, 3. Earl of Bristol (1724–1779)
- Frederick Augustus Hervey, 4. Earl of Bristol (1730–1803)
- Frederick William Hervey, 5. Earl of Bristol (1769–1859) (1826 zum Marquess of Bristol erhoben)

### Marquesses of Bristol (1826)
- Frederick William Hervey, 1. Marquess of Bristol (1769–1859)
- Frederick William Hervey, 2. Marquess of Bristol (1800–1864)
- Frederick William John Hervey, 3. Marquess of Bristol (1834–1907)
- Frederick William Fane Hervey, 4. Marquess of Bristol (1863–1951)
- Herbert Arthur Robert Hervey, 5. Marquess of Bristol (1870–1960)
- Victor Frederick Cochrane Hervey, 6. Marquess of Bristol (1915–1985)
- Frederick William John Augustus Hervey, 7. Marquess of Bristol (1954–1999)
- Frederick William Augustus Hervey, 8. Marquess of Bristol (* 1979)

Mutmaßlicher Titelerbe (Heir Presumptive) ist ein Neffe vierten Grades, des jetzigen Marquesses, Alexander George Hervey (* 1920).